# Verkehrsgewerkschaft GDBA

Ehemaliges Logo der GDBA

Die Verkehrsgewerkschaft GDBA war eine Gewerkschaft im Deutschen Beamtenbund (dbb - beamtenbund und tarifunion) mit Sitz in Frankfurt am Main. Sie fusionierte am 30. November 2010 mit der DGB-Gewerkschaft Transnet zur Eisenbahn- und Verkehrsgewerkschaft (EVG).

## Informationen
Die Gewerkschaft wurde 1948 als Gewerkschaft Deutscher Bundesbahnbeamten und Anwärter (GDBA) gegründet und fusionierte am 30. November 2010 mit der Gewerkschaft Transnet zur Eisenbahn- und Verkehrsgewerkschaft (EVG). In der Zeit ihres Bestehens vertrat sie neben den Beschäftigten der Deutschen Bahn AG, des Bundeseisenbahnvermögens (BEV) des Eisenbahnbundesamtes (EBA) und beim Bundesamt für Güterverkehr (BAG) auch Mitarbeiter anderer privater Verkehrsbetriebe. Darüber hinaus auch Beschäftigte bei der Deutschen Rentenversicherung Knappschaft-Bahn-See (DRV KBS) und der BAHN-BKK. Aufgrund der Beteiligung der Deutschen Bahn an Arcor wurden auch dort Beschäftigte organisiert.
Mit der DGB-Gewerkschaft Transnet bestand seit August 2005 eine Tarifgemeinschaft. Mit der Gewerkschaft Deutscher Lokomotivführer, die gleichfalls zum dbb beamtenbund und tarifunion gehört, besteht bei der Deutschen Bahn hingegen keine Tarifgemeinschaft mehr.

## Organisation
Die Verkehrsgewerkschaft GDBA hatte als Untergliederung 5 Regionen:
- Region Nord (Bereich Bremen, Hamburg, Niedersachsen, Schleswig-Holstein)
- Region Nordost (Bereich: Berlin, Brandenburg, Mecklenburg-Vorpommern, Sachsen, Sachsen-Anhalt, Thüringen)
- Region Süd (Bereich Bayern)
- Region Südwest (Bereich: Baden-Württemberg, Rheinland-Pfalz, Saarland)
- Region West (Bereich: Hessen, Nordrhein-Westfalen)

Unter der Ebene der Regionen existierten rund 300 Ortsgruppen mit über 3.000 Vertrauensleuten.
Auf den Organisationsebenen arbeiteten Ausschüsse und Arbeitskreise, die die besonderen Belange der verschiedenen Berufe innerhalb der allgemeinen Gewerkschaftsarbeit vertraten. Darüber hinaus hatten die Frauen sowie die Senioren eigene Vertretungen, damit die speziellen Interessen dieser Gruppen in der Gewerkschaftsarbeit zur Geltung gebracht werden konnten.
In der Organisationsstruktur gab es Überschneidungen mit anderen dbb Gewerkschaften. Im Bereich der DRV Knappschaft-Bahn-See war auch die Gewerkschaft der Sozialversicherung (GdS) aktiv.
Die Jugendorganisation der Verkehrsgewerkschaft war die gdba-jugend.

## Internationales
Die Verkehrsgewerkschaft GDBA war seit 2005 Mitglied der Internationalen Transportarbeiter-Föderation (ITF) und der Europäischen Transportarbeiter-Föderation (ETF).

## DBB-Ausschluss und Rücknahme
Die GDBA hatte sich aufgrund der geänderten Rahmenbedingungen bei der Bahn für einen Zusammenschluss mit der größten deutschen Bahngewerkschaft, der Transnet, ausgesprochen. Aus diesem Grund wurde auf dem außerordentlichen Gewerkschaftstag vom 10. Dezember 2009 beschlossen, „innerhalb der nächsten 12 bis 18 Monate“ gemeinsam mit Transnet eine neue Verkehrsgewerkschaft zu gründen.
Da die GDBA in dieser neuen Gewerkschaft nicht mehr den Deutschen Beamtenbund, sondern den Deutschen Gewerkschaftsbund als Dachverband gehabt hätte, schloss der DBB ebenfalls am 10. Dezember die GDBA aus, entfernte sämtliche Gremienmitglieder der GDBA aus DBB-Gremien und sperrte den Zugriff zu Website und Mitgliederkartei der GDBA.
In den darauffolgenden Tagen wurden GDBA-Mitglieder vom DBB angeschrieben, in denen ihnen mitgeteilt wurde, dass sie keinen Rechtsschutz seitens des DBB mehr genießen. Wegen vertragswidriger Nutzung der internen GDBA-Mitgliederkartei wurde von der GDBA Strafanzeige gegen den DBB gestellt. Eine solche Auseinandersetzung hatte es im Gewerkschaftslager bisher noch nicht gegeben. Der Vorsitzende der GDBA wandte sich ebenfalls in einem offenen Brief an den Vorsitzenden der Gewerkschaft Deutscher Lokomotivführer. Dieser wies jedoch die Bitte um Solidarität sehr scharf zurück und erhob Vorwürfe gegen den GDBA-Vorsitzenden Klaus-Dieter Hommel.
Das Landgericht Berlin erließ am 20. Dezember 2009 eine Einstweilige Verfügung, nach der der DBB sämtliche Schritte rückgängig zu machen hat und die GDBA bis zur Verschmelzung mit der Transnet weiterhin volles Mitglied des DBB bleibt. Der DBB kündigte Berufung an.
Zur Vorbereitung der Fusion der Gewerkschaften fanden in der GDBA in zehn Städten Mitgliederversammlungen statt. Die Gewerkschaftstage von Transnet und GDBA beschlossen am 30. November 2010 in Fulda eine Verschmelzung der beiden Gewerkschaften zur neuen Eisenbahn- und Verkehrsgewerkschaft (EVG).